# Georg Theodor August Gaffky

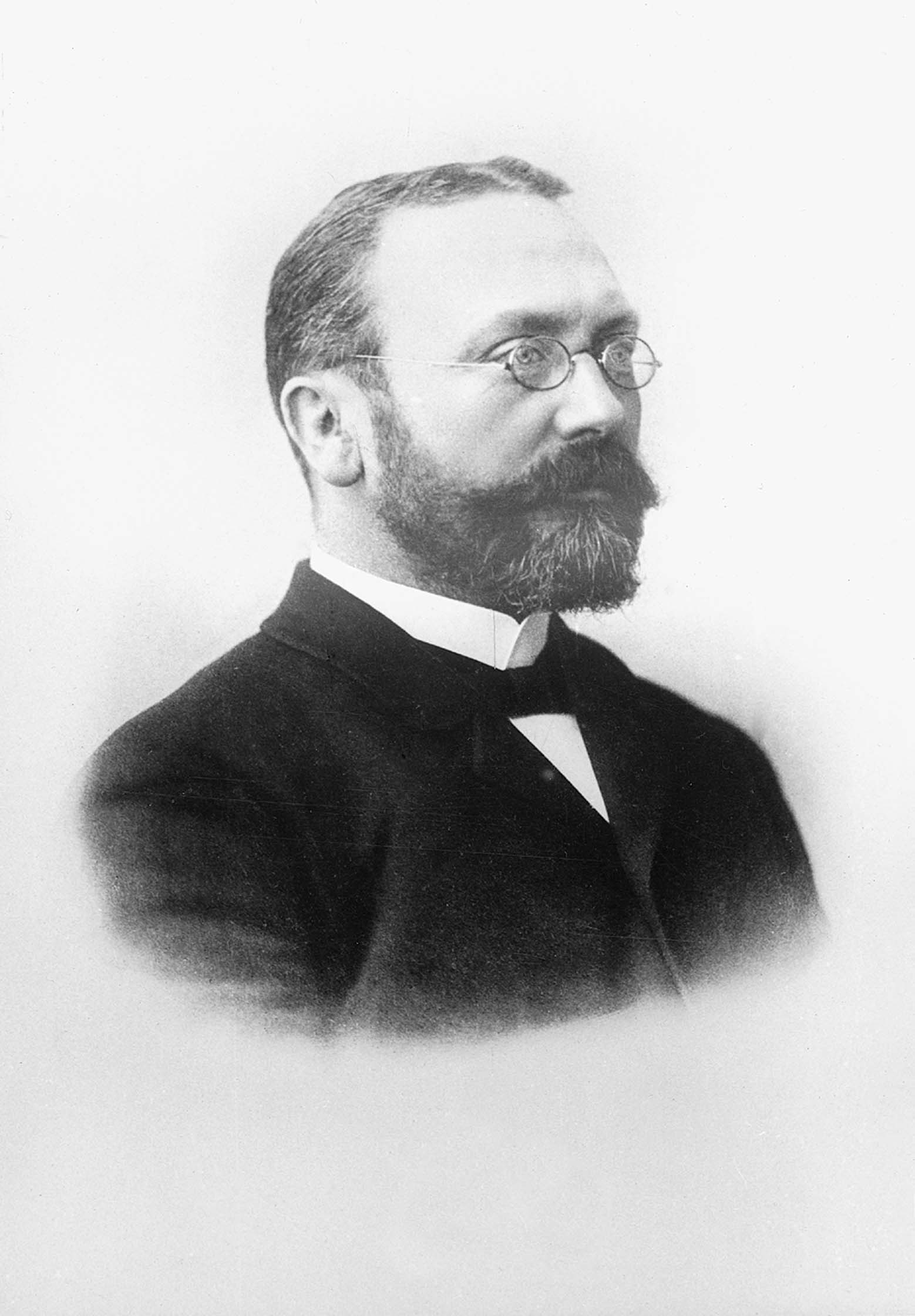
Georg Theodor August Gaffky

Georg Theodor August Gaffky (ur. 17 lutego 1850 w Hanowerze, zm. 23 września 1918 w Hanowerze) – niemiecki lekarz, bakteriolog. Opisał bakterie Salmonella enterica wywołujące dur brzuszny.